# Белин, Дмитрий Сергеевич
Дмитрий Сергеевич Белин (род. 5 июня 1977) — российский дзюдоист, чемпион и призёр чемпионатов России, обладатель Кубка России, призёр Кубка Европы, мастер спорта России международного класса. Выпускник Барнаульского государственного педагогического университета. Тренер-преподаватель по дзюдо Алтайского училища олимпийского резерва (Барнаул), СДЮСШОР № 12 «Спарта» (Барнаул).

## Спортивные результаты
- Чемпионат России по дзюдо 1997 года — ;
- Чемпионат России по дзюдо 1999 года — ;
- Чемпионат России по дзюдо 2002 года — ;
- Чемпионат России по дзюдо 2003 года — ;
- Чемпионат России по дзюдо 2005 года — ;
- Чемпионат России по дзюдо 2006 года — ;